# شركة مصر الوسطى لتوزيع الكهرباء
شركة مصر الوسطى لتوزيع الكهرباء، هي شركة حكومية لإنتاج الكهرباء، وتابعة للشركة القابضة لكهرباء مصر.

## الإنتاج
- يبلغ إجمالي سعة التحويل 3297.78 ميجا فولت أمبير، وإجمالي الطاقة المتوقع شراؤها خلال السنة 7370.16 مليون ك.و.س.